# Торі Пенсо
Мері Вікторія Пенсо (уродж. Хенкок; нар. 8 липня 1986) — американська футбольна суддя. Вона розпочала свою професійну суддівську кар'єру в Національній жіночій футбольній лізі, а згодом перейшла до Вищої футбольної ліги, де у 2020 році стала першою жінкою, яка судила матч регулярного чемпіонату за 20 років.
Пенсо судила фінал чемпіонату світу з футболу серед жінок 2023 року, перший фінал чемпіонату світу, який обслуговувала американська рефері.
Арбітр ФІФА з 2016 року.

## Суддівська кар'єра
Пенсо виросла в Стюарті, штат Флорида, і почала судити в середній школі разом зі своїми старшими братами. У 18 років її запросили до суддівського табору Олімпійської програми розвитку в Алабамі. Пенсо закінчила Університет штату Флорида у 2008 році за спеціальністю «цифровий маркетинг». Вона працювала у сфері маркетингу в компаніях Coca-Cola та Red Bull, доки не переїхала до Огайо, щоб отримати ступінь магістра ділового адміністрування у 2015 році в університеті Кейс Вестерн Резерв.
Пенсо почала працювати арбітром у Федерації футболу Сполучених Штатів як арбітр і була й була призначена на жіночі студентські турніри, а згодом — у Національну жіночу футбольну лігу (НЖФЛ).Після Кубку Покоління Адідас 2019 року її запросили до програми підготовки професійних арбітрів PRO2 Організації професійних арбітрів. Пізніше Пенсо працювала асистентом або четвертим суддею на кількох матчах Major League Soccer (MLS) і USL Championship, а також у НЖФЛ.
У січні 2020 року Пенсо була призначена виконавчим директором Національної асоціації футбольних арбітрів коледжів. 25 вересня 2020 року вона стала дев'ятою жінкою, яка судила матч MLS, і першою після Сенді Хант у травні 2000 року.
9 січня 2023 року ФІФА включила її до складу суддів Чемпіонату світу з футболу серед жінок 2023 року в Австралії та Новій Зеландії. Пенсо призначили судити фінал — перший арбітр зі США, який судив фінал Чемпіонату світу з футболу, і перший арбітр фіналу жіночого Чемпіонату світу з Америки, крім того, вона також судила півфінал і три попередні матчі.

### Клубні турніри
Вона судила клубні турніри:
- Major League Soccer
- Ліга КОНКАКАФ 2021
- Ліга КОНКАКАФ 2022

### Турніри збірних команд
Вона судила наступні турніри національної збірної:
- Кубок SheBelieves 2021
- Чемпіонат світу з футболу 2022 (кваліфікаційний раунд, КОНКАКАФ)
- Чемпіонат КОНКАКАФ U-20 серед жінок 2022 року
- Чемпіонат КОНКАКАФ серед жінок 2022
- Турнір Моріса Ревелло 2022
- Чемпіонат світу серед жінок U-20 2022
- Чемпіонат світу з футболу серед жінок 2023

## Матчі на міжнародних турнірах

### Чемпіонат КОНКАКАФ серед жінок 2022
| раунд         | Дата         | Місце проведення         | Команда | Команда | Результат |
| ------------- | ------------ | ------------------------ | ------- | ------- | --------- |
| Груповий етап | 8 липня 2022 | Сан-Ніколас-де-лос-Гарса | Панама  | Канада  | 0:1 (0:0) |

### Чемпіонат світу з футболу 2023
| раунд         | Дата           | Місце проведення | Команда   | Команда       | Результат |
| ------------- | -------------- | ---------------- | --------- | ------------- | --------- |
| Груповий етап | 24 липня 2023  | Мельбурн         | Німеччина | Марокко       | 6:0 (2:0) |
| Груповий етап | 30 липня 2023  | Данідін          | Швейцарія | Нова Зеландія | 0:0       |
| 1/8 фіналу    | 8 серпня 2023  | Аделаїда         | Франція   | Марокко       | 4:0 (3:0) |
| Півфінал      | 16 серпня 2023 | Сідней           | Австралія | Англія        | 1:3 (0:1) |
| Фінал         | 20 серпня 2023 | Сідней           | Іспанія   | Англія        | 1:0 (1:0) |

## Особисте життя
Пенсо одружена з Крісом Пенсо, багаторічним арбітром MLS. У них троє дітей.